# Апопа
Апопа (шп. Apopa) је град у Салвадору у департману San Salvador. Према процени из 2007. у граду је живело 131.286 становника.